# Santa Isabel, São Paulo
Santa Isabel là một đô thị tại bang São Paulo, Brasil. Đô thị này có diện tích 361,494 km², dân số 44.817 người, mật độ dân số 132,8 người/km². Đây là một đô thị thành phần của vùng đô thị São Paulo. Đô thị này cách thủ phủ bang São Paulo km, nằm ở độ cao m. Khí hậu ở đây bán nhiệt đới. Theo thống kê năm 2000, đô thị này có chỉ số phát triển con người 0,766, tỷ lệ biết đọc biết viết là 89,23%, tuổi thọ bình quân là 68,64 tuổi.

## Các đô thị giáp ranh
Đô thị này giáp các đô thị sau:
Nazaré Paulista, Igaratá, Jacareí, Guararema, Mogi das Cruzes, Arujá và Guarulhos